# Université populaire de Caen

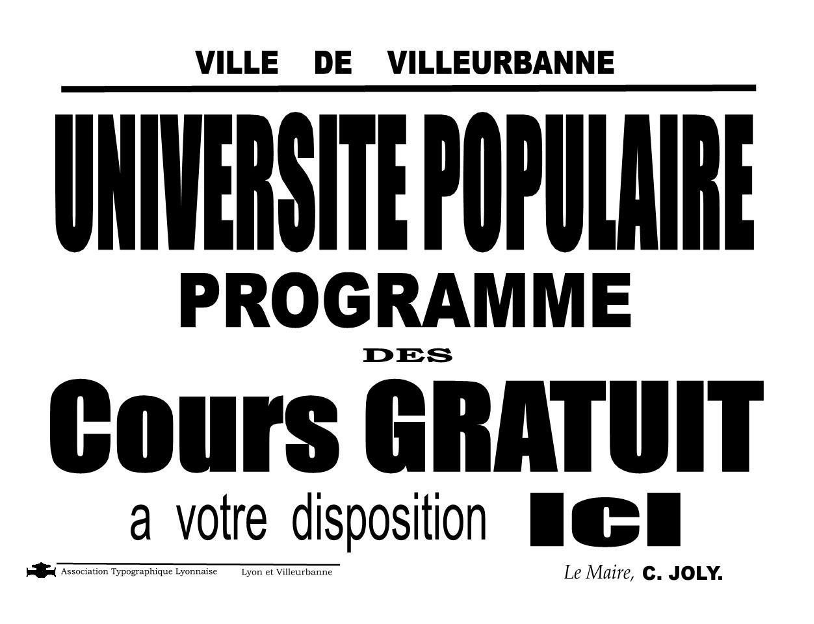
Werbeposter

Die 2002 von Michel Onfray gegründete Université populaire de Caen funktioniert nach dem Prinzip des offenen und kostenfreien Zugangs. Es gibt weder Einschreibungen noch Prüfungen noch Diplome.
Ähnliche Volksuniversitäten wurden in Lyon (2005) und in Grenoble (2007) gegründet. Der Ansatz von Michel Onfray zielt auf eine Demokratisierung der  Kultur.

## Lehrstätten
- CDN de Normandie, théâtre d’Hérouville Saint Clair
- Musée des Beaux-Arts de Caen, Château de Caen
- Panta Théâtre, Caen
- Café Mancel, Château de Caen

## Seminare
- Atelier Philosophie für Kinder: Gilles Geneviève
- Bioethik: Antoine Spire
- Jazz: Nicolas Béniès
- Kino: Arno Gaillard
- Offenes Seminar: Séverine Auffret
- Ökonomie: Nicolas Béniès
- Politische Ideen: Gérard Poulouin
- Hedonistische Philosophie: Michel Onfray
- Psychoanalyse: Françoise Gorog
- Philosophie der Wissenschaften, Geschichte der Mathematik: Jean-Pierre Le Goff
- Erotik in der weiblichen Literatur des XX. Jahrhunderts: Alexandra Destais
- Geschichte: Emmanuel Thiébot
- Zeitgenössische Kunst: Françoise Niay
- Zeitgenössische Literatur: Bénédicte Lanot